# Ladeiras (Góis)
Ladeiras é uma povoação portuguesa pertencente à freguesia de Góis, localizada no município com o mesmo nome e no distrito de Coimbra. Dista 6,1 km da sede de concelho e de freguesia, a vila de Góis.
Está situada ao longo de um trecho da Estrada Nacional 2 (EN2), que liga Góis à Pampilhosa da Serra, e oferece uma vista panorâmica do vale do Ceira. O nome da aldeia sugere a sua localização em terreno inclinado, protegida dos ventos fortes pela encosta. Laranjeiras e limoeiros prosperam na aldeia. "Ladeyras" foi registada no censo de 1527 como tendo, na época, três casas habitadas permanentemente.
A parte mais antiga da povoação encontra-se abaixo da estrada principal. Trata-se de uma fila de casas de xisto que seguem a estrada e se abrem para uma pequena praça. A calçada é composta por pedras brancas de calcário. O resto da aldeia, composto por casas mais recentes, está situado entre a estrada principal e uma rua que passa mais acima na encosta. No centro da povoação, a Casa do Convívio, pintada de amarelo-claro, destaca-se, e, descendo um lanço de escadas, encontra-se o lavadouro.
Antigamente, os seus habitantes deslocavam-se até ao moinho no Soito Redondo, junto ao rio Sótão, para moer o milho. Já as azeitonas que cresciam em torno da aldeia eram levadas para um lagar em Góis.
As Ladeiras, cuja Comissão de Melhoramentos foi fundada em 1952, têm uma proximidade muito grande com as aldeias de Carvalhal Miúdo e Esporão, sendo que diversas famílias se mudaram de umas para outras aldeias ao longo dos tempos.
Ao nível do património, a aldeota possui diversos fontanários e um lavadouro público. No que concerne ao turismo, tem algumas opções de alojamento local como a Casa dos Veados. Está localizada a uma altitude média de 530m na Serra da Lousã.